# Сатакэ (род)
Сатакэ (яп. 佐 竹 氏 Сатакэ-си) — японский самурайский род, представители которого утверждали, что происходят от клана Минамото. Его первая база власти находилась в провинции Хитати. Род был покорен Минамото-но Ёритомо в конце XII века, но позже перешел на службу Еритомо в качестве вассалов. В период Муромати Сатакэ занимали пост губернатора (сюго) провинции Хитати (современная префектура Ибараки) под эгидой Сёгуната Асикага. Род перешел на сторону Западной армии во время битвы при Сэкигахаре и был наказан Токугавой Иэясу, который переместил его на меньшую территорию в северной провинция Дева (северная часть Хонсю) в начале периода Эдо. Сатакэ выжили как дайме княжества Кубота (также известного как домен Акита). В течение периода Эдо были созданы две основные ветви клана Сатакэ, одна из которых управляла феодом Ивасаки, а другая — феодом Кубота-Синдэн.

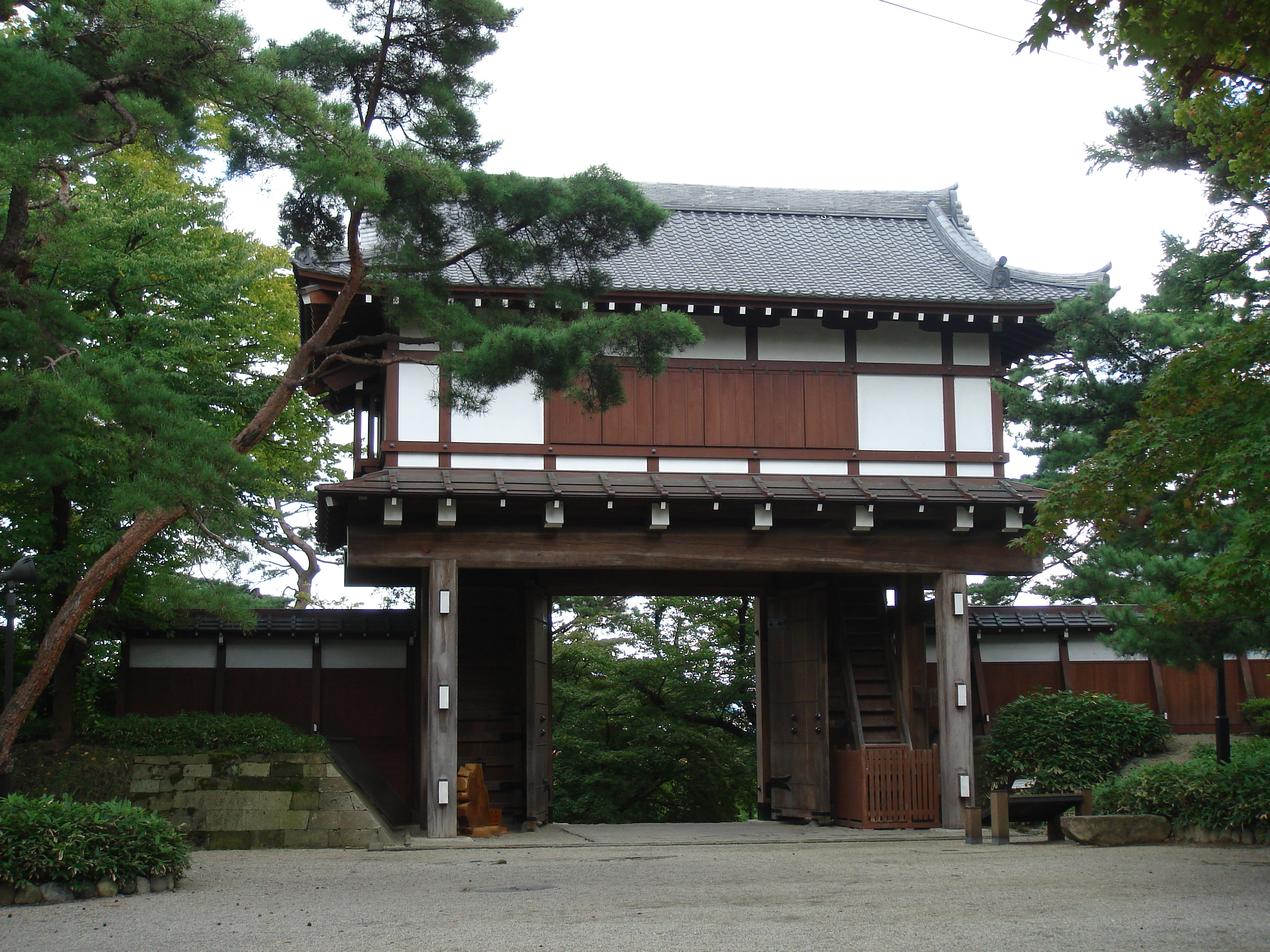
Ворота замка Кубота, резиденция феода семьи Сатакэ эпохи Эдо в Куботе

Во время войны Босин 1868—1869 годов Сатакэ подписали пакт, который сформировал Северный союз княжеств, но после внутренних дебатов и разногласий с княжеством Сэндай род перешел на другую сторону и присоединился к имперским войскам для подавления союза. Как и все другие семьи даймё, род Сатакэ был лишен своего титула в 1871 году.

## Происхождение
Род Сатакэ утверждал, что происходит от Сатакэ Масаёси, внука выдающегося воина XI века Минамото-но Ёсимицу. Ёсимицу получил земли в провинции Муцу и провинции Хитати в качестве награды за свою военную службу и поселился в деревне Сатакэ в Хитати. Ёсимицу завещал территорию вокруг деревни Сатакэ своему сыну Ёсинобу. Ёсинобу, в свою очередь, передал его своему собственному сыну, Масаёси. Род Сатакэ оставался в Хитати, пока им не было приказано переехать в 1602 году. В 1106 году Масаеси возглавил восстание против Минамото-но Ёсикуни, влиятельной фигуры в соседней провинции Симоцукэ, но потерпел поражение и был убит Ёсикуни, который последовал за ним обратно в Хитати. Во время войны Гэмпей сын Масаеси, Такаёси, встал на сторону Тайра-но Киёмори. Клан Сатакэ был разгромлен Минамото-но Ёритомо в 1180 году, а его территория конфискована; только девять лет спустя Ёритомо простил сына Такаёси Хидэёси и позволил Хидэёси стать его вассалом. Хидэёси участвовал в нападении на провинцию Муцу. Клан Сатакэ позже вернулся на свою старую территорию в провинции Хитати.

## Периоды Муромати и Сэнгоку

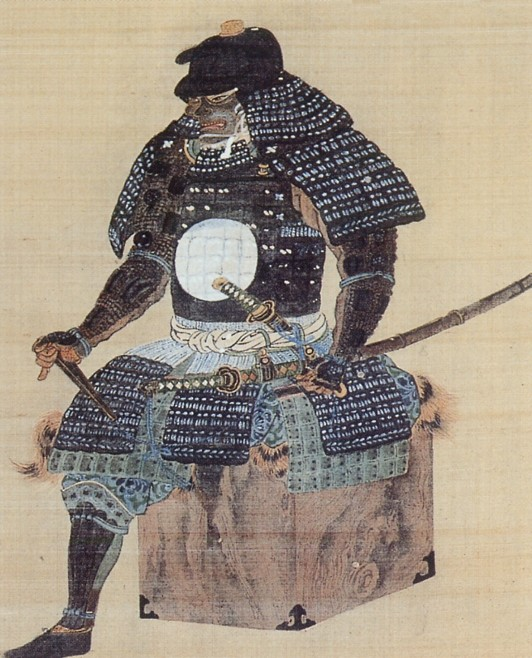
Изображение закованного в броню Сатакэ Есинобу, выдающегося главы клана Сатакэ эпохи Сэнгоку

В период Муромати (1336—1573) главы семьи Сатакэ были наследственными губернаторами (сюго) провинции Хитати . Они были вассалами Камакура-кубо из сегуната Асикага, чиновника из Камакуры, который курировал дела сегуната Асикага в регионе Канто. Клан Сатакэ прошел большую военную службу под знаменем Асикага.
В период Сэнгоку Сатакэ работали над объединением часто мятежных кланов региона Хитати под своим контролем. Сатакэ Ёсисигэ, глава семьи в ранний период Сэнгоку, был известен своей свирепостью в бою; он также был известен под прозвищем «Демон Ёсисигэ» (鬼義重, Они Ёсисигэ). Он часто сражался против рода Ходзё, который распространял свою власть на южный Хитати. Одним из таких столкновений была битва при Нумадзири, где 20 000 человек под командованием Ёсисигэ сражались с 80 000 войсками Ходзё. Сатакэ победил, отчасти благодаря наличию более 8600 фитильных мушкетов у своих солдат.
В 1586 году и снова в 1589 году Сатакэ также сражались с кланом Датэ при Сукагаве, но в конечном итоге были разбиты силами под командованием Датэ Масамунэ.
В 1590 году, под предводительством сына Ёсисигэ Сатакэ Ёсинобу, клан Сатакэ присягнул на верность Тоётоми Хидэёси во время осады Одавары. После падения Одавары Хидэёси принял их в качестве вассалов и гарантировал им владение территорией в 540 000 коку в провинции Хитати. Получив признание от Хидэеси в качестве правителя провинции Хитати, стремление Ёсинобу к объединению провинции под его правлением усилилось. Он взял под свой Хидэёси почти всю провинцию, за исключением Цутиуры и Симодатэ, контроль над которыми Тоётоми Хидэёси передал клану Юки.
В 1593 году род Сатакэ присоединился к вторжению Тоётоми Хидэёси в Корею, разместив войска в замке Нагоя в провинции Хидзэн.

## Эпоха Эдо

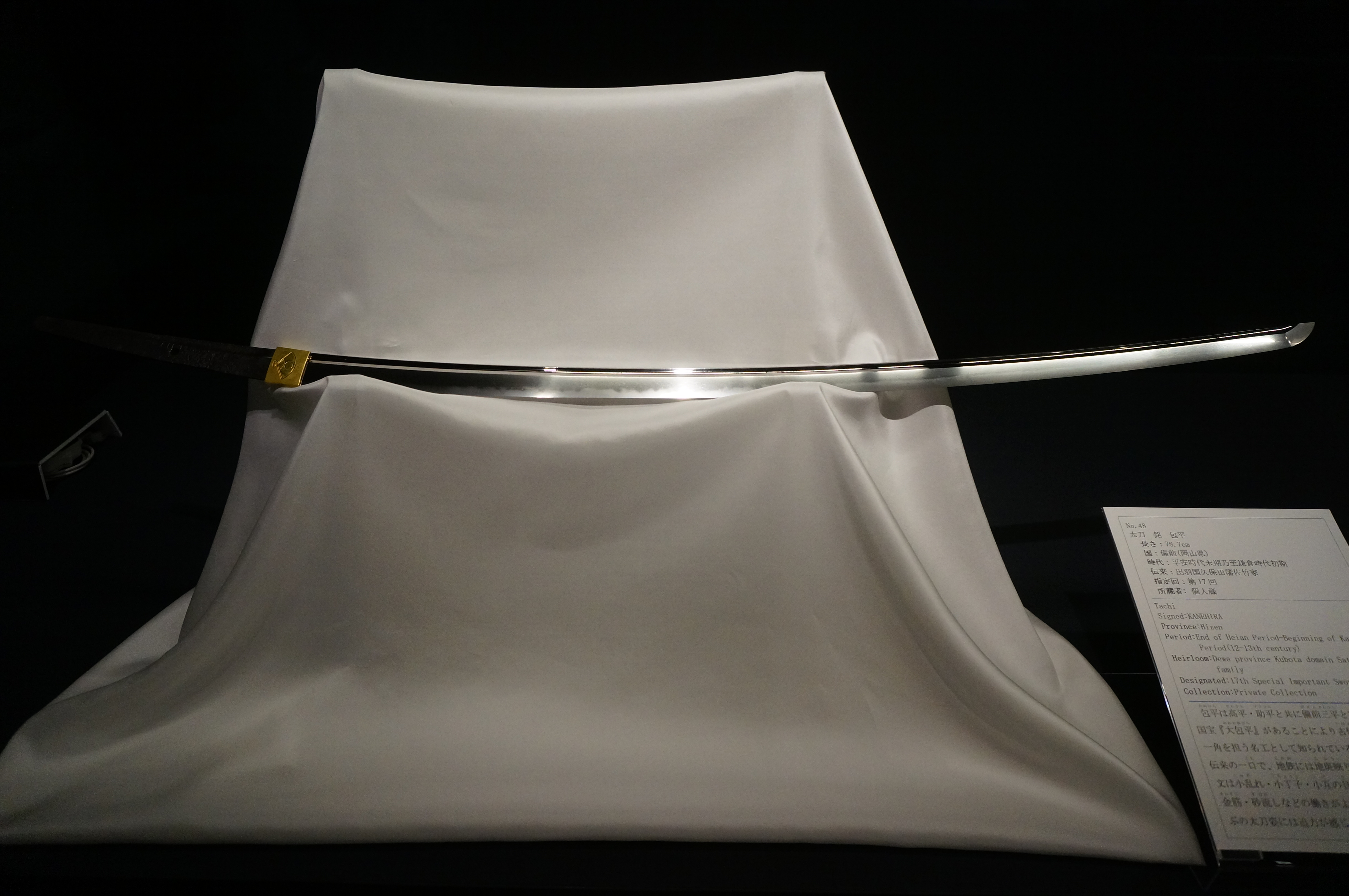
Тати, сделанный Канэхирой в 12 веке. Это было сокровище клана Сатакэ в княжестве Кубота, и на хабаки был выгравирован веер в качестве фамильного герба.

В 1600 году Сатакэ перешли на сторону Западной армии в битве при Сэкигахаре и были обнаружены в тайной связи с Исидой Мицунари, лидером Западной армии. После поражения Западной армии восточными войсками Токугавы Иэясу клану Сатакэ было разрешено остаться там, где они были, в Хитати, но они были наказаны Токугавой. Доходы клана сильно сократились, и в 1602 году клану было приказано переселиться в Куботу, гораздо меньшее поместье на севере Японии, где они оставались до 1871 года.
Уровень дохода Куботы составлял 205 000 коку, и он относился к внешним даймё (тодзама). Уровень дохода оставался неизменным на протяжении всей его истории. В домене часто случались сельскохозяйственные кризисы, которые приводили к нескольким крестьянским восстаниям на протяжении его истории. Он также был охвачен внутренним конфликтом «о-иэ содо», беспорядками Сатакэ (佐竹騒動, Сатакэ-содо), который был вызван финансовыми проблемами.
Сатакэ Ёсиацу (более известный под псевдонимом Сатакэ Сёдзан), князь Куботы в 8-м поколении, был опытным художником. Ёсиацу написал ряд картин в голландском стиле, а также выпустил три трактата о европейских техниках живописи, в том числе об изображении перспективы . Он также был учеником рангаку (специалиста по «голландским наукам») Хираги Геннаи, которого он пригласил в Акиту, чтобы консультировать его по управлению медными рудниками княжества. Именно при жизни Есиацу зародилась и недолгое время процветала художественная школа Акита (秋文派, Акита-ха).

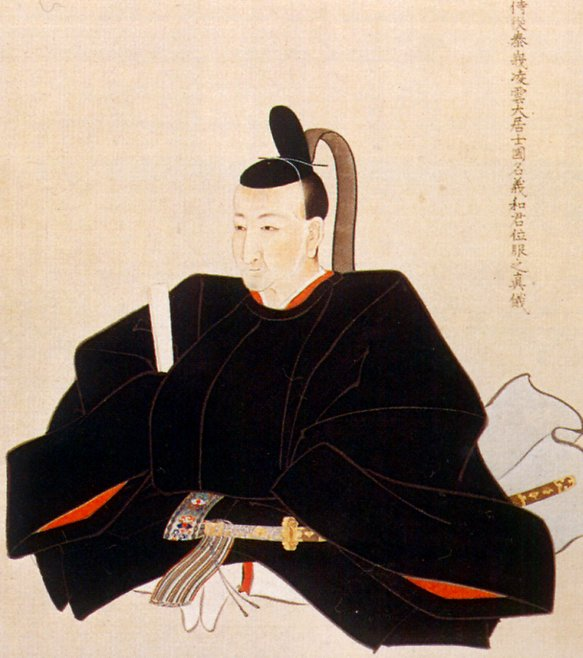
Сатакэ Есимаса, даймё Кубота-хана в 9-м поколении

Княжество Кубота было необычно тем, что в нём было более одного замка, несмотря на правило сегуната Токугава «один замок на княжество». Главным замком был замок Кубота, но были также замки в Ёкоте и Одатэ, а также пять укрепленных поместий в других частях княжества: Какудатэ, Юдзава, Хияма, Дзюнисо и Иннай. Каждый из них был отдан вассалу, который управлял им как собственным маленьким городом-замком.
Две семьи старейшин клана (каро), обслуживающие княжество Кубота, были ветвями семьи Сатакэ. Одной из них была семья Северных Сатакэ (Сатакэ-хокке), получавшая стипендию в размере 10 000 коку; другой — семья Западных Сатакэ (Сатакэ-нисике), получавшая стипендию в размере 7200 коку. У семьи Северных Сатакэ были свои земельные владения вокруг Какунодатэ, одного из укрепленных поместий, упомянутых выше; Западные Сатакэ проживали и имели свои земельные владения вокруг Одате. Другой семьей каро, не связанной с Сатакэ, был Томура, который владел замком Екотэ.
Во время своего правления в Куботе-хане клан Сатакэ считался дайме, владеющим провинцией (яп.持ち持ち人名, дайме кунимоти), и, как таковой, имел привилегию аудиенции сегуна в Большом зале (Охирома) замка Эдо. Хотя ни один правитель Сатакэ никогда не занимал должность сегуна, клан (вместе со многими другими владениями северного Хонсю) помогал сегунату в охране порядка в пограничном регионе Эдзо-ти (ныне Хоккайдо).

## Война Босин

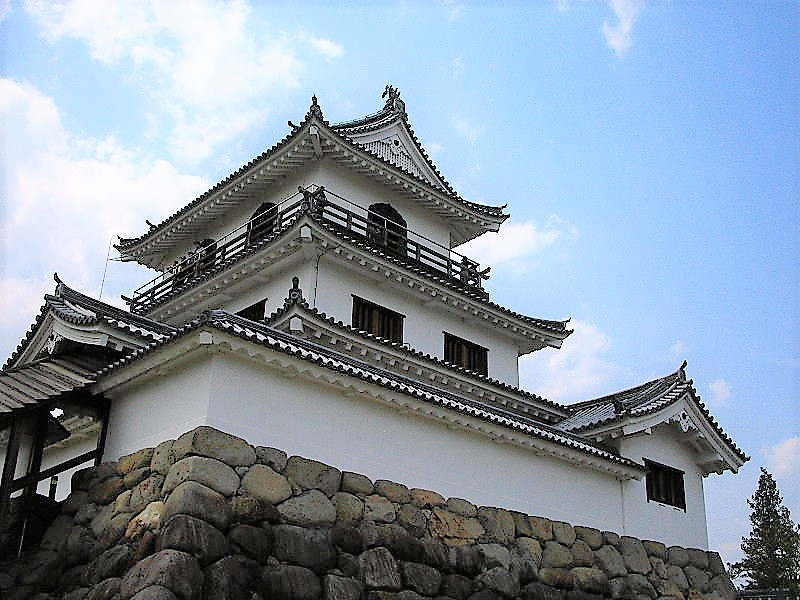
Замок Сироиси, штаб-квартира Северного союза

После восстановления императорского правления в конце 1867 года в начале 1868 года разразилась война Босин, в ходе которой коалиция южных владений выступила против сил бывшего сегуната Токугава. После падения города Эдо остатки войск Токугавы отступили на север, и боевые действия продолжились на севере. Клан Сатакэ был участником пакта, который сформировал Северный союз князей , альянс северных владений против Союза Саттё во главе с княжеством Сэндай. Делегацию клана Сатакэ в Сироиси, штаб-квартире альянса, возглавлял старейшина клана (каро) Томура Ёсиари. Однако у Сатакэ возникли политические трудности с Северным союзом, кульминацией которых стало убийство в Аките делегации из Сэндая 11 августа 1868 года, и демонстрация голов посыльных на виселице в замковом городе Акита. Делегация Сэндая, возглавляемая Симо Матадзаэмоном, была направлена с просьбой к даймё Кубота-хана выдать Кудзё Мититаку и других официальных лиц императорской делегации, которые первоначально были направлены в регион для сбора поддержки имперского дела. Затем Сатакэ вышли из союза и поддержали императорскую армию; одиннадцать дней спустя, 1 сентября 1868 года клан Цугару из соседнего владения Хиросаки последовал их примеру. В ответ даймё Мориока и Итиносэки послали войска для нападения на княжество Кубота . Войскам Кубота было трудно защищать свою территорию, в результате чего войска Северного союза добились серьезных успехов еще до окончания войны; замок Йокоте был сожжен, а к 7 октября войска Мориоки захватили Одате, один из замков домена Кубота-хана. В начале 1869 года Сатакэ Еситака официально передал реестры княжества имперскому правительству и был назначен имперским губернатором домена Кубота (Акита). В середине 1869 года имперское правительство вознаградило службу, оказанную основной линией клана Сатакэ, увеличив его доход на 20 000 коку . Главы всех ветвей клана Сатакэ были освобождены от должности дайме в 1871 году и им было приказано переехать в Токио.

## Мэйдзи и новое время
В эпоху Мэйдзи бывший даймё Кубота-хана Сатакэ Ёситака был пожалован титулом маркиза (косяку). Сатакэ Есисато (1858—1914), последний даймё из Ивасаки-хана, получил титул виконта (сисяку). Семья Северных Сатакэ получила титул барона (дансяку).
Сын Еситаки Есинао служил в императорской армии Японии и участвовал в восстании в Сацуме.
Норихиса Сатакэ (род. 1947), нынешний губернатор префектуры Акита, является потомком северной ветви клана Сатакэ. Ёситоси Сатакэ, президент Toyo Engineering Corporation, является потомком Восточных Сатакэ, младшей ветви.

## Главы семей

### Даймё Кубота-хана
- Сатакэ Ёсинобу (1570—1633), 1-й даймё Кубота-хана (1602—1633), Старший сын и преемник Сатакэ Ёсисигэ
- Сатакэ Ёситака (1609—1672), 2-й даймё Кубота-хана (1633—1672), сын Иваки Садатака, (1583—1620), 1-го даймё Накамура-хана (1616—1620), был усыновлён своим дядей Сатакэ Ёсинобу
- Сатакэ Ёсидзуми (1637—1703), 3-й даймё Кубота-хана (1672—1703), второй сын Сатакэ Ёситака
- Сатакэ Ёситада (1695—1715), 4-й даймё Кубота-хана (1703—1715), третий сын и преемник Сатакэ Ёсидзуми
- Сатакэ Ёсиминэ (1690—1749), 5-й даймё Кубота-хана (1715—1749), второй сын Сатакэ Юкинага (1655—1741), 1-го даймё Ивасаки-хана (1701—1718)
- Сатакэ Ёсимаса (1728—1753), 6-й даймё Кубота-хана (1749—1753), старший сын Сатакэ Ёсиката (1692—1742), 2-го даймё Акита Синдэн хана (1720—1732), усыновлён Сатакэ Ёсиминэ
- Сатакэ Ёсихару (1723—1758), 7-й даймё Кубота-хана (1753—1758), старший сын Сатакэ Ёсимити (1701—1765), 2-го даймё Ивасаки-хана (1718—1763)
- Сатакэ Ёсиацу (1748—1785), 8-й даймё Кубота-хана (1758—1785), старший сын и преемник Сатакэ Ёсихару
- Сатакэ Ёсимаса (1775—1815), 9-й даймё Кубота-хана (1785—1815), старший сын Сатакэ Ёсиацу
- Сатакэ Ёсихиро (1812—1846), 10-й даймё Кубота-хана (1815—1846), старший сын предыдущего
- Сатакэ Ёситика (1839—1857), 11-й даймё Кубота-хана (1846—1857), второй сын Сатакэ Ёсихиро
- Сатакэ Ёситика (1825—1884), 12-й и последний даймё Кубота-хана (1857—1871), третий сын Сома Масутанэ (1796—1845), 8-го даймё Сома-Накамура-хана (1813—1835), был усыновлён Сатакэ Ёситакой.

### Даймё Ивасаки-хана
- Сатакэ Ёсинага (1655—1741), 1-й даймё Ивасаки-хана (1701—1718), четвертый сын Сатакэ Еситаки, 2-го даймё Кубота-хана
- Сатакэ Ёсимити (1701—1765), 2-й даймё Ивасаки-хана (1718—1763), сын Сатакэ Есимото, усыновлен Сатакэ Есинагой
- Сатакэ Ёситада (1730—1787), 3-й даймё Ивасаки-хана (1763—1780), второй сын предыдущего
- Сатакэ Ёсимото (1759—1793), 4-й даймё Ивасаки-хана (1780—1793), сын Сатакэ Еситоси, внук Сатаке Есимити, 2-го даймё Ивасаки-хана
- Сатакэ Ёситика (1787—1821), 5-й даймё Ивасаки-хана (1793—1821), старший сын предыдущего
- Сатакэ Ёсидзуми (1802—1856), 6-й даймё Ивасаки-хана (1821—1849), внук Сатакэ Еситады, 3-го даймё Ивасаки-хана
- Сатакэ Ёсидзанэ (1825—1884), 7-й даймё Ивасаки-хана (1849—1857), третий сын Сома Масутанэ (1796—1845), 8-го даймё Сома-Накамура-хана (1813—1835), Стал Сатакэ Еситака, последним даймё Кубата-хана (1857—1871).
- Сатакэ Ёсицума (1837—1870), 8-й даймё Ивасаки-хана (1857—1869), четвертый сын Сомы Масамунэ (1796—1845), 11-го даймё Сома-хана (1813—1835)
- Сатакэ Ёсисато (1858—1914), 9-й и последний даймё Ивасаки-хана (1869—1871), третий сын Сомы Мититане, 9-го дайме Сома-хана.

### Даймё Кубота-Синдэн-хана
- Сатакэ Ёсикуни (1665—1725), 1-й даймё Кубата-Синдэн-хана (1701—1720), сын Сатакэ Есиоки (1633—1665) и внук Сатакэ Еситаки (1609—1672), 2-го дайме Кубота-хана (1633—1672)
- Сатакэ Ёсиката (1692—1742), 2-й даймё Кубата-Синдэн-хана (1720—1732), сын предыдущего. Он был усыновлен Сатакэ Есиминэ, 5-м дайме домена Кубота, чтобы стать его наследником.